# Магнолия (тауншип, Миннесота)
Магнолия (англ. Magnolia) — тауншип в округе Рок, Миннесота, США. На 2000 год его население составило 250 человек.

## География
По данным Бюро переписи населения США площадь тауншипа составляет 90,8 км², из которых 90,8 км² занимает суша, водоёмов нет.

## Демография
По данным переписи населения 2000 года здесь находились 250 человек, 92 домохозяйства и 65 семей.  Плотность населения —  2,8 чел./км².  На территории тауншипа расположено 94 постройки со средней плотностью 1,0 построек на один квадратный километр. Расовый состав населения: 95,60 % белых, 1,60 % афроамериканцев, 1,20 % азиатов и 1,60 % приходится на две или более других рас. Испанцы или латиноамериканцы любой расы составляли 0,80 % от популяции тауншипа.
Из 92 домохозяйств в 39,1 % воспитывались дети до 18 лет, в 65,2 % проживали супружеские пары, в 2,2 % проживали незамужние женщины и в 29,3 % домохозяйств проживали несемейные люди. 25,0 % домохозяйств состояли из одного человека, при том 7,6 % из — одиноких пожилых людей старше 65 лет. Средний размер домохозяйства — 2,72, а семьи — 3,29 человека.
29,2 % населения — младше 18 лет, 8,4 % — в возрасте от 18 до 24 лет, 27,6 % — от 25 до 44, 24,0 % — от 45 до 64, и 10,8 % — старше 65 лет. Средний возраст — 34 года. На каждые 100 женщин приходилось 135,8 мужчин.  На каждые 100 женщин старше 18 приходилось 124,1 мужчин.
Средний годовой доход домохозяйства составлял 43 250 долларов, а средний годовой доход семьи —  49 000 долларов. Средний доход мужчин —  26 771  доллар, в то время как у женщин — 22 500. Доход на душу населения составил 16 452 доллара. За чертой бедности находились 1,8 % семей и 5,5 % всего населения тауншипа, из которых 4,6 % младше 18 лет.